# Cathédrale de la Résurrection-du-Christ de Podgorica
Pour les articles homonymes, voir Cathédrale de la Résurrection.
La cathédrale de la Résurrection-du-Christ (en serbe cyrillique : Саборни Храм Христовог Васкрсења ou Saborni Hram Hristovog Vaskrsenja) de Podgorica, au Monténégro, est une cathédrale de la Métropole orthodoxe du Monténégro et du littoral et de l'Église orthodoxe serbe. 
L'édifice a été consacré le 7 octobre 2013, célébrant ainsi le 1700e anniversaire de l'édit de Milan.

## Galerie

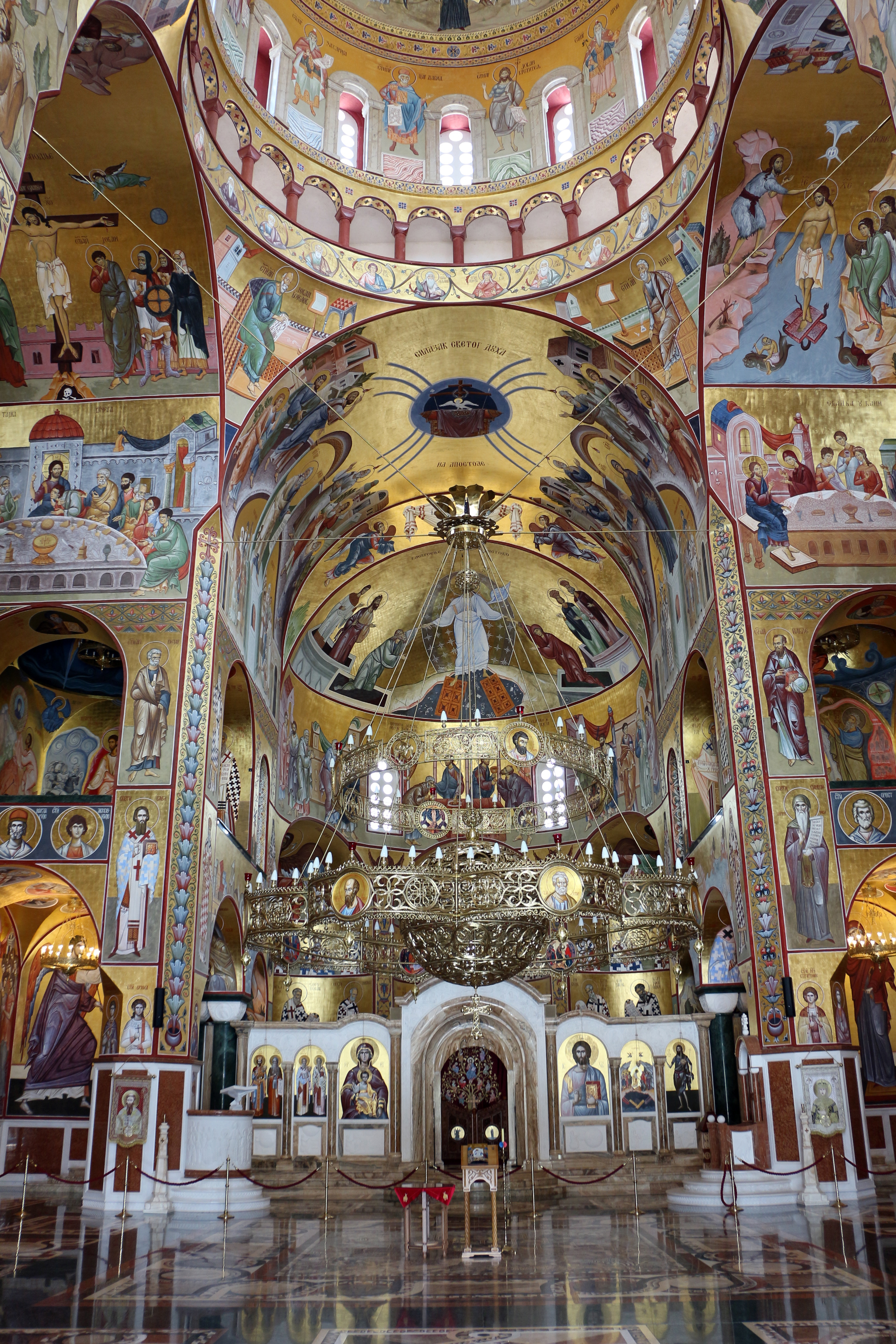
Intérieur de la cathédrale.